# حطان
قرية حطان المغربية تنتمى إلى جهة الشاوية ورديغة وهي قرية تقع في إقليم خريبكة.

## الموقع
تبعد مدينة حطان بحوالي 20 كلم عن خريبكة حاضرة الإقليم الدي تعد حطان تابعة لمجاله الترابي من الناحية الإدارية، هذا الإقليم الذي يدخل ضمن المجال الترابي لجهة الشاوية ورديغة التي تعتبر من أهم المناطق الاقتصادية بالمملكة المغربية وتقدر مساحتها ب 4,69 كلم مربع ويحدها شمالا وغربا الجماعة القروية لبئر مزوي، وشرقا وجنوبا الجماعة القروية للمفاسيس وتعتبر مدينة حطان جزءا من الهضبة الفوسفاطية التي يقع عليها إقليم خريبكة ككل وبذلك ترتفع بدورها على سطح البحر بما يعادل 785 متر،.

### المميزات الطبيعية
و تتميز مساحتها الجغرافية بأنواع من التربية نذكر منها على سبيل المثال لا الحصر : تربة الرمل، الحمري، البياض، الحرش والترس … إلا ان باطن المنطقة قد استخرج منه ما كان يرمز يه من ثروة الفوسفاط، دلك أن هده العملية بدأت في سنة 1949.
و تنعكس الخصائص التضاريسية على المناخ حيث يتميز الطقس بالقارية خلال فصل الصيف، ويصل مستوى التساقطات المطرية إلى 350 مم تقريبا في السنة ونظرا للطبيعة الجيولوجية للمنطقة فإنها لا تتوفر على مجاري مائية وإنما تزخر بعض المناطق الجانبية منها بمياه جوفية يستغلها السكان عن طريق حفر الآبار، أما المدينة فتزود بالماء الصالح للشرب من مدينة بني ملال.

### تاريخ
أحدثت بلدية حطان سنة 1992 بمقتضى المرسوم الصادر بتاريخ 30 يونيو 1992 المحدد لقائمة الدوائر والقيادات والجماعات الحضرية والقروية بالمملكة وعدد الأعضاء الواجب انتخابهم في كل جماعة والمغير بمرسوم 17 غشت 1992. اما المدار الحضري للبلدية فقد تم تحديده سنة 1995 بقتضى المرسوم الصادر بتاريخ 27 يناير 1995 بتحديد المحيط الحضري لجماعة حطان والمنطقة المحيطة بها.

### التصميم والهيكلة
و المدينة مقسمة إلى جزئين الجزء الأول ويشمل الأحياء التالية : الحي القديم، حي المسجد، حي سباتة، الحي الجديد وهي احياء داخلية في ملكية المكتب الشريف للفوسفاط سواء منها الأراضي أو المنازل المشيدة فوقها والتي يقوم المكتب بتأجيرها لعماله بقابل أو بيعها لمن يرغب في دلك من العمال بكل التسهيلات الضرورية ويسير المكتب بواسطة مصالحه المختصة كل المرافق اللازمة لهده الأحياء من نظافة وملاعب رياضية وماء وتطهير وكهرباء مقابل استخلاص الواجبات المفروضة عن الخدمات المقدمة.
أما الجزء الثاني من المدينة فإنه يشمل الأحياء التالية : حي نوارة، الحي الحسني، حي ابن عمر، حي أولاد عزوز، حي الهناء، حي السعادة. وهي مكونة من تجزئات وبقع تابعة للخواص ويتدخل في هده الأحياء لاقامة المرافق الضرورية للسكان من نظافة وملاعب رياضية وحدائق عمومية، وو كهرباء البلدية والكتب الوطني للماء الصالح للشرب والمكتب الوطني للكهرباء كل في ميدان اختصاصه.
و تجدر الإشارة إلى انه خلال سنة 1997 أبرمت اتفاقية بين البلدية والكتب الشريف للفوسفاط قصد تفويت الطرق والحدائق وشبكات التطهير والماء والكهرباء لفائدة الملك العمومي للبلدية التي تتولى بالإضافة إلى دلك مرافق النظافة بهده الأحياء وقد دخلت هده الاتفاقية دخلت حيز التنفيذ خلال سنة 1999 بعد فترة انتقالية دامت سنتين قصد إصلاح وترميم هده الشبكات بملبغ خصصه المكتب لهدا الغرض ويقدر بحوالي ثمانية ملايين درهم ونصف تقريبا.
فصد تحقيق تنمية اقتصادية واجتماعية متوازنة بالمدينة كان لابد من التوفر على وثيقة من وثائق التعمير تحدد استعمال المجال الترابي للجماعة ووظيفته وتعمل على توزيع السكان والتجهيزات توزيعا متناسقا نكل منطقة من مناطق المدينة وهو ما كان المجلس يعي أهميته وطالب به خلال دورات متعددة إلى أن تحققت هده الرغبة وأصبحت بلدية حطان تتوفر على تصميم للتهيئة صودق عليه بمرسوم رقم : 2.69.868 بتاريخ 6 يناير 1997 ،بعد أن حضي بموافقة المجلس طبقا للمسطرة الجاري بها العمل في الميدان، وقد قسم تصميم التهيئة المجال الحضري إلى مناطق مخصصة للبناء من مستوى واحد، والسكن الاقتصادي والنشاط الصناعي والتجاري والحرفي، ومنطقة منع فيها البناء أو أنشطة صناعية وتجارية وحرفية.
كما حدد هدا التصميم الأماكن المخصصة لإحداث المساحات الخضراء والساحات العمومية والتجهيزات الرياضية والاجتماعية والمصالح العمومية وغيرها، وتجدر الإشارة في الأخير إلى أن المجلس قد سلم مند سنة 1993 إلى حدود نهاية النصف الأول من سنة 2000 حوالي 170 رخصة للبناء ورخصتين لإحداث تجزئتين، واحدة في ملكية الخواص وتضم 19 بقعة والثانية تقوم بإنجازها الوكالة الوطنية لمحاربة السكن الغير اللائق من اجل إيواء سكان أحياء الصفيح بحطان وتتكون من 362 بقعة.

## البنيات التحتية
- التطهير :

إيمانا من المسؤولين المحليين بأهمية قطاع التطهير سواء منه الصلب أو السائل باعتباره من البنيات التحتية اللازمة لكل العمليات والبرامج التنموية بالجماعة وباعتباره موضوع مرتبط بشتى أوجه النشاط الاقتصادي والاجتماعي والصحي والبيئي فقد بدل المجلس البلدي لحطان مجهودات كبيرة لأحداث هدا الموقف، وهكذا فقد قامت البلدية مؤخرا باقتناء جرار وشاحنة مخصصة لجمع النفايات المنزلية عن طريق قرض حصلت عليه من صندوق تجهيز الجماعات المحلية وقدره 520 ألف درهما.
أما فيما يخص التطهير السائل فانه حاليا في طور الإنجاز بعد الانتهاء من الدراسات المتعلقة به، وبعد حصول البلدية على قرض من صندوق تجهيز الجماعات المحلية مقداره : 4.230.000,00 درهما قصد إنجازه وقد انطلقت أشغال انجاز شبكة التطهير خلال شهر أبريل 1999.
- الطرق والأرصفة :

يبلغ طول الطرق المعبدة بحطان 400 م، قامت الجماعة مؤخرا بتعبيدها مع الإشارة إلى وجود طريق تؤدي إلى القرية يبلغ طولها 15 كلم في ملك المكتب الشريف للفوسفاط والاهتمام منصب الآن على تعبيد جميع الشوارع والأزقة بحطان عن طريق قرض من ال صندوق تجهيز الجماعات المحلية.
- الإنارة العمومية :

ان طول الشبكة بقرية حطان يبلغ 10944 م ودلك انطلاقا من المحطة الرئيسية للدفع بقوة 11/60/150 كيلو فولت 4x2 م ف أ الشيء الدي مكن جميع المواطنين من الاستفادة من الإنارة.
- الماء الصالح للشرب :

لقد عوهد للمكتب الوطني للماء الصالح للشرب مند 1991 تسيير مصلحة الماء من حيث الإنتاج والتوزيع، وفيما يهم تلبية الحاجيات، فحاليا وموازاة مع المكتب الشريف للفوسفاط فإن مصلحة المكتب الو طني الصالح للشرب تفي بحاجيات سكان المدينة، دلك أنه تم تشغيل خزان الماء مند يوليوز 1993 المعزز بشبكة توزيع يصل طولها إلى 4321 م، ويتم تزويد جماعة حطان من نقطة جر الماء الجهوية بأولاد عبد الله ويضم تخزين المياه حاليا اعتمادا على منشآت ال م.ش.ف إد تصل مردودية الشبكة إلى %83، ويبلغ عدد المشاركين إلى غاية 31 ماي 1994 ما يناهز 675 مشارك وتعزى هده النتائج إلى إنجاز مشروع خزان الماء الدي تبلغ سعته 800 م مكعب وتوسيع شبكة التوزيع، وقد انتهت الأشغال بهدين المشروعين مند 1993.
- الهاتف :

تلعب الاتصالات السلكية واللاسلكية دورا مهما في حياة السكان وتنعكس إيجابا على القطاع الاقتصادي والاجتماعي لتحقيق التنمية التي ينشدها سكان الجماعة، ادا فقد أحدث مركز هاتفي بمدينة حطان لتغطية حاجيات المدينة وفي هدا المجال فإن هده الجماعة ترتبط بالشبكة الأو توماتكية الوطنية، ويبلغ عدد المشتركين حاليا 534 منها 19 خط مخصص للإدارات العمومية، كما توجد بها 4 أكشاك هاتفية مخصصة للعموم

## وصلات خارجية
موقع مدينة حطان
- www.hattane.co.cc
- www.MyHattane.com